# August Klasing (Verleger, 1881)
August Klasing (* 15. Juni 1881 in Bielefeld; † 10. März 1958 ebenda) war ein deutscher Jurist und Verlagsbuchhändler. Er war Teilhaber von Velhagen & Klasing.

## Leben
Als Enkel von August Klasing besuchte Klasing das Ratsgymnasium Bielefeld. Nach dem Abitur studierte er Rechtswissenschaft an der Kaiser-Wilhelms-Universität Straßburg. 1902 wurde er Mitglied des Corps Palatia Straßburg. An der Universität Leipzig wurde er zum Doktor der Rechte promoviert. Anschließend absolvierte er in München eine Ausbildung zum Buchhändler. Zeitweilig war er in England tätig. Seit 1912 bei Velhagen & Klasing in Bielefeld, wurde er 1919 Mitinhaber. 
Nach Kriegsende widmete er sich vornehmlich dem Wiederaufbau des Unternehmens.